# Paphia rubrocalyx
Paphia rubrocalyx är en ljungväxtart som först beskrevs av Hermann Sleumer, och fick sitt nu gällande namn av P.F.Stevens. Paphia rubrocalyx ingår i släktet Paphia och familjen ljungväxter. Utöver nominatformen finns också underarten P. r. pilicalyx.